# Новик, Константин Игнатьевич
Константин Игнатьевич Новик (1889—1942) — советский военачальник, участник Гражданской и Великой Отечественной войн, дважды Краснознамёнец (1923, 1924). Генерал-майор (1940). Погиб на фронте в Великую Отечественную войну.

## Биография
Константин Новик родился 20 января 1889 года.
В 1911 году призван на военную службу в Русскую императорскую армию, служил в лейб-гвардии Конном полку (Санкт-Петербург). В июне 1912 года зачислен в учебную команду полка, после её окончания с июля 1913 года служил в этом полку взводным унтер-офицером. Участник Первой мировой войны с августа 1914 года. В составе 1-й гвардейской кавалерийской дивизии 1-й армии Северо-Западного фронта участвовал в Восточно-Прусской операции и позднее на двинском направлении в конном отряде хана Г. Нахичеванского. Затем воевал на Западном фронте на варшавском направлении, в 1916 году — на реке Стоход. За боевые отличия награждён двумя Георгиевскими крестами и произведен в подпрапорщики.
После Февральской революции активно участвовал в политической жизни полка. В сентябре 1917 года в районе Фастова большая часть солдат покинула полк и вступила в сформированный на их основе конный отряд Красной гвардии. Как имевший большой авторитет среди солдат, Новик был избран ими командиром взвода, затем был помощником командира и командиром эскадрона.
После Октябрьской революции в феврале 1918 года конный красногвардейский отряд в полном составе вступил в Рабоче-крестьянскую Красную Армию и был переименован в 1-й конный Петроградский полк. В нём К. И. Новик участвовал в Гражданской войне: командир взвода, командир эскадрона, помощник командира полка по строевой части. С марта 1919 года — командир 66-го кавалерийского полка 13-й Сибирской кавалерийской дивизии 2-й армии Восточного фронта, а с августа того же года — командир 2-й кавалерийской бригады. В составе этих частей с июля 1918 года воевал на Восточном фронте против восставшего чехословацкого корпуса, войск КОМУЧа и адмирала А. В. Колчака, «Семиреченской армии» атамана Б. В. Анненкова, оренбургских казаков генерала А. И. Дутова. Прошёл с боями от Казани через Урал и Казахстан до границы с Китаем в районе города Зайсан. Затем 1920—1921 годах во главе той же бригады подавлял восстания в Сибири, вёл борьбу с бандами в районах Омска, Славгорода и Петропавловска, участвовал в экспедиции в Горный Алтай для ликвидации отрядов А. П. Кайгородова. В 1921 году бригада вводилась на территорию Китая и участвовала в разгроме отрядов генерала А. С. Бакича в провинции Синьцзян.
В конце 1921 года К. И. Новик вступил в командование 46-м кавалерийским полком 6-й отдельной Алтайской кавалерийской бригады, которая была переброшена на Туркестанский фронт, в 1922 году длительное время временно исполнял должность командира этой бригады. В её составе в 1922—1924 годах вёл непрерывные боевые действия по ликвидации басмачества в Ферганской области и Восточной Бухаре (банды Ершат-Максума, Аллат-Назара, Ибрагим-бека).
За подвиги на фронтах гражданской войны и в боях с басмачами Приказами Революционного Военного Совета Республики № 76 в 1923 году и № 335 в 1924 году командир бригады и командир полка Константин Новик был награждён двумя орденами Красного Знамени РСФСР.
После окончания Гражданской войны Новик продолжил службу в Рабоче-крестьянской Красной Армии. В сентябре 1924 года его направили на учёбу, в мае 1925 года К. И. Новик окончил кавалерийские курсы усовершенствования высшего комсостава РККА при Ленинградской высшей кавалерийской школе. С 1926 года служил в Монголии начальником кавалерийской школы. В сентябре 1928 года назначен командиром 20-го Сальского кавалерийского полка 4-й Ленинградской кавалерийской дивизии Ленинградского военного округа (в июне 1930 года стал командиром-военкомом полка). Командуя полком, в 1929 году окончил кавалерийские КУКС РККА в Новочеркасске, в 1931 году — курсы единоначальников при Военно-политической академии РККА имени Н. Г. Толмачева. С июля 1933 года опять находился в правительственной командировке в Монгольской Народной Республике на должности военного советника и инструктора при командире кавалерийской дивизии.
С ноября 1936 года — помощник командира 16-й кавалерийской дивизии 5-го кавалерийского корпуса Ленинградского ВО, с февраля по ноябрь 1938 года временно исполнял должность командира этой дивизии. С апреля 1939 года — помощник командира 6-го казачьего кавалерийского корпуса имени И. В. Сталина в Белорусском особом военном округе. В этой должности принимал участие в походе Красной армии в Западную Белоруссию в 1939 году. С 21 июня 1940 года — командир 28-й горнострелковой Горской Краснознаменной имени Серго Орджоникидзе дивизии в Северо-Кавказском военном округе.
В самом начале Великой Отечественной войны дивизия была переброшена на Юго-Западный фронт и передана в состав 27-го стрелкового корпуса, а 12 июля — в состав 37-й армии. Командуя 28-й горнострелковой дивизией на Юго-Западном фронте, участвовал в Киевской стратегической оборонительной операции, отступая с боями через Житомирскую область на Киев. Участник обороны Киева в составе Киевского укрепрайона и боёв в «киевском котле» после катастрофы войск Юго-Западного фронта в конце сентября 1941 года. Хотя 28-я дивизия была уничтожена в котле, Константин Игнатьевич тем не менее в октябре во главе группы бойцов и командиров вышел из окружения в форме и с оружием.
В ноябре-декабре 1941 года был командиром кавалерийской группы 61-й армии Юго-Западного фронта (с 24 декабря 1941 г. — Брянского фронта). Одновременно в ноябре сформировал 91-ю кавалерийскую дивизию и был утвержден ее командиром. Участник зимнего наступления Красной Армии под Мценском и наступления на болховском направлении. В конце февраля 1942 года дивизию отвели в тыл на укомплектование, а в конце марта расформировали.
С мая 1942 года Новик К. И. был заместителем командующего 48-й армией Брянского фронта. Участник Воронежско-Ворошиловградской стратегической оборонительной операции. 27 августа 1942 года генерал Новик погиб при артиллерийском обстреле у станции Дишня в Орловской области. Похоронен в братской могиле № 1 в Комсомольском сквере города Ефремова Тульской области.

## Награды
- Два ордена Красного Знамени (26.05.1923, 14.10.1924)[5]
- Орден Отечественной войны 1-й степени (6.04.1945, посмертно)
- Медаль «XX лет Рабоче-Крестьянской Красной Армии» (1938)
- Орден Красной Звезды Бухарской НСР 2-й степени (1924)
- Георгиевский крест III степени (27.03.1915)[6][7]
- Георгиевский крест IV степени (5.12.1915)[8]

## Воинские звания
- полковник (24.13.1936)
- комбриг (22.02.1938)
- генерал-майор (4.06.1940)[9]

## Память
В честь К. И. Новика названа улица в городе Ефремове.